# Ethiopica
Ethiopica là một chi bướm đêm thuộc họ Noctuidae.